# La otra red
La otra red fue un programa de televisión que se emitió en la cadena de televisión Cuatro desde el 12 de septiembre de 2014 hasta el 23 de diciembre de 2014. Se trataba de un magacín presentado por Javier Ruiz, que analizaba las historias actuales y políticas mediante el envío de vídeos.

## Formato
La otra red es un programa de televisión cuyo objetivo es la creación de una gran red de videoperiodistas profesionales e independientes. La idea es acceder de una manera diferente a historias que todavía no se han contado.
Este espacio se centra en reportajes de actualidad, historias sociales, políticas, de investigación, de superación, de denuncia…, siempre explicadas desde la veracidad, la cercanía, la emoción y la autenticidad.

## Equipo técnico

### Presentadores
- Javier Ruiz (Programa 1-15)
- Ruth Jiménez (Programa 4-15)

### Colaboradores
- Elisa Beni: Periodista.
- Montserrat Auárez: Abogada.
- Alfonso Merlos: periodista de La Razón.
- Esther Palomera: Periodista de El Huffington Post.
- Cristina Fallaras: Periodista.
- Ignacio Escolar: Director de eldiario.es.
- Ana Terradillos: Periodista de interior de Cadena SER.
- Graciano Palomo: Periodista.
- Jaime González: Jefe de opinión de ABC (periódico).
- Mayka Navarro: Periodista de El Periódico de Catalunya.

## Audiencias
| Temporada | Temporada | Episodios | Estreno                  | Final                   | Audiencia media | Audiencia media | Audiencia media |
| Temporada | Temporada | Episodios | Estreno                  | Final                   | Espectadores    | Cuota           |                 |
| --------- | --------- | --------- | ------------------------ | ----------------------- | --------------- | --------------- | --------------- |
|           | 1         | 15        | 12 de septiembre de 2014 | 23 de diciembre de 2014 | 517 000         | 7,2%            |                 |

### 1 Temporada
| Programa | Título                                   | Día de emisión           | Audiencia       |
| -------- | ---------------------------------------- | ------------------------ | --------------- |
| 1        | Diada de Cataluña                        | 12 de septiembre de 2014 | 420 000 (5,5%)  |
| 2        | Entrevista a Risto Mejide                | 19 de septiembre de 2014 | 346 000 (4,4%)  |
| 3        | Inflación económica en España            | 26 de septiembre de 2014 | 386 000 (3,9%)  |
| 4        | Primer caso de Ébola en España           | 7 de octubre de 2014     | 514 000 (10,4%) |
| 5        | Entrevista a Mónica Oriol                | 14 de octubre de 2014    | 310 000 (6,0%)  |
| 6        | Asamblea de Podemos                      | 21 de octubre de 2014    | 748 000 (10,4%) |
| 7        | Operación Púnica                         | 28 de octubre de 2014    | 576 000 (8,5%)  |
| 8        | El oscuro pasado de Francisco Granados   | 4 de noviembre de 2014   | 512 000 (6,9%)  |
| 9        | 9N en Cataluña                           | 11 de noviembre de 2014  | 735 000 (9,5%)  |
| 10       | Los viajes de José Antonio Monago        | 18 de noviembre de 2014  | 508 000 (6,2%)  |
| 11       | Sacerdotes pederastas en Granada         | 25 de noviembre de 2014  | 604 000 (8,2%)  |
| 12       | Radicales Deportivo y Atlético de Madrid | 2 de diciembre de 2014   | 601 000 (7,8%)  |
| 13       | Entrevista Pablo Iglesias en RTVE        | 9 de diciembre de 2014   | 563 000 (7,5%)  |
| 14       | Entrevista a Albert Rivera               | 16 de diciembre de 2014  | 556 000 (7,3%)  |
| 15       | La Infanta Cristina imputada             | 23 de diciembre de 2014  | 383 000 (5,1%)  |

### Audiencia media
| Edición     | Fecha       | Cadena | Espectadores | Share |
| ----------- | ----------- | ------ | ------------ | ----- |
| La otra red | 2014 - 2014 | Cuatro | 517 000      | 7,2%  |